# Bombs Over Burma
Bombs Over Burma (englisch für Bomben über Burma) ist ein anti-japanischer US-amerikanischer Propagandafilm des Regisseurs und Drehbuchautors Joseph H. Lewis aus dem Jahre 1942.

## Handlung
Chungking in der Zeit des Sino-japanischen Krieges: Die Schullehrerin Lin Ying wird vom chinesischen Widerstand rekrutiert, um einen alliierten Transport mit Hilfsgütern zu schützen, die aus dem benachbarten Burma nach China gelangen sollen. Als bei einem japanischen Bombenangriff vor ihren Augen einer ihrer kleinen Schüler ums Leben kommt, wächst ihre Entschlossenheit, für China zu kämpfen, noch weiter.
Etwas später ist sie Teil einer Gruppe von Busreisenden, die von Lashio in Burma über die „Burma Road“ zurück nach Chungking reisen. Die anderen Reisenden sind Sir Roger, ein Abgesandter der britischen Regierung, der von seinem unheimlichen indischen Diener begleitet wird, das blonde Glamourgirl Lucy, Tochter eines amerikanischen Arztes, der im Sino-Japanischen Krieg selbstlose medizinische Hilfe leistet, der amerikanische Verkehrsexperte Tom, der mit Lucy während der gemeinsamen Reise eine Romanze beginnt, der dicke Pete Brogranza, der mit seiner Vulgarität bei allen anderen Anstoß erregt, und der Busfahrer Slim, ein verbitterter Verlierer, der mit Lin Ying nach und nach Freundschaft schließt, da er im Einsatz für die chinesische Sache zunehmend den Lebenssinn entdeckt, der ihm bisher gefehlt hat.
Als der Bus an einer zerstörten Brücke nicht weiterfahren kann, ist die Gruppe gezwungen, die Nacht in einem am Wege liegenden Kloster zu verbringen. Während der Nacht beobachten die Reisenden mit Schrecken einen Angriff japanischer Flieger, die einen alliierten Konvoi mit solcher Präzision bombardiert, dass allen klar wird, dass sie einen Spion in den eigenen Reihen haben müssen. Auch Me-Hoi, der buddhistische Mönch, der das Kloster unterhält, kommt zunächst als Verräter in Frage, erweist sich dann jedoch als chinesischer Mitkämpfer und verständigt sich mit Lin Ying. Als Pete beobachtet, wie Sir Roger den Bus heimlich sabotiert, nutzt er die Gelegenheit zu einem Erpressungsversuch, der damit endet, dass der indische Diener ihn ersticht. Obwohl dieser Mord in Gegenwart aller Mitreisenden geschieht, kann der Täter zunächst nicht bestimmt werden.
Durch einen Zufall entdeckt Sir Roger, dass Me-Hoi hinter einer Geheimtür im Gebetsraum eine Funkeinrichtung verbirgt, und behauptet, der Mönch müsse der Verräter sein. Als Lin Ying sich daraufhin gegen Sir Roger stellt, erklärt er sie zu Me-Hois Komplizin. Slim schenkt dieser Anschuldigung zunächst Glauben und ist von Lin Ying, der er vertraut hatte, zutiefst enttäuscht. Dann entdeckt er jedoch, dass Sir Roger ebenfalls über ein Morsegerät verfügt, das in seinem elektrischen Rasierer verborgen ist. Da Slim nun nicht mehr weiß, wem er glauben soll, fordert Lin Ying Sir Roger auf, seine Unschuld zu beweisen, indem er freiwillig im nächsten Hilfsgütertransport mitfährt. Slim und Lin Ying werden dann Zeuge, wie Sir Roger in dem Moment aus der LKW-Kabine springt, als sich die Geräusche eines Flugzeugverbandes nähern. Er weiß nicht, dass Lin Ying ihm eine Falle gestellt hat: ihr war von vornherein bekannt, dass dies keine japanischen, sondern alliierte Flugzeuge sind. Auf ein Signal von Lin Ying wird Sir Roger von chinesischen Straßenarbeitern eingekreist und getötet. Der Transport kann sicher an seinen chinesischen Bestimmungsort gelangen.

## Stilmittel
Bombs Over Burma enthält Dokumentarfilmmaterial mit chinesischen Alltagsszenen und Bildern vom Sino-japanischen Krieg. Die eindringlichsten Bilder bietet der künstlerisch ansonsten belanglose Film in der Szene, in der der als Verräter entlarvte Sir Roger von chinesischen Straßenbauarbeitern eingekreist wird. Diese Arbeiter wurden zuvor als Helden charakterisiert, die unermüdlich die von japanischen Bomben zerstörten Straßen immer wieder instand setzen und damit lebende Symbole der Unbesiegbarkeit des stoischen Chinas bilden. In einer langen Folge von Schuss-Gegenschuss-Aufnahmen werden die – eher von Neugier und Sachlichkeit als von Grausamkeit geprägten – Gesichter der redlichen Chinesen mit der Ansicht des schließlich in die Knie sinkenden Sir Roger kontrastiert, dem die Panik in die derangierte Kleidung und ins Gesicht geschrieben steht.

## Produktion und Kinoauswertung
Als Regisseur und Drehbuchautor für Bombs Over Burma engagierten die Alexander-Stern Productions den 34-jährigen Joseph H. Lewis, der zuvor meist Western inszeniert hatte und dessen bekanntester Film der Film noir Gefährliche Leidenschaft (1950) wurde. Wie zuvor bereits in Lady from Chungking erhielt Anna May Wong Gelegenheit, eine Heldin des chinesischen Freiheitskampfes zu spielen, die durchgehend positiv gezeichnet war und nicht – wie Wongs Figuren dies in amerikanischen Filmen sonst fast immer taten – zu sterben brauchte. Noel Madison, der in dem Film als chinesischer Mönch auftrat, gehört zu den vielen weißen Darstellern, die in Hollywood wiederholt Asiatenrollen zu spielen hatten. Im Jahr zuvor war er in Irving Pichels Thriller Secret Agent of Japan als Japaner aufgetreten. Leslie Denison war 1942 in einer winzigen Rolle in Ernst Lubitschs Klassiker To Be or Not to Be zu sehen gewesen. Seine Rolle als britischer Verräter war eine der größten, die dieser Nebendarsteller je gespielt hat; ähnliches gilt für Nedrick Young, der in Bombs Over Burma den Busfahrer Slim spielt. Auch Dan Seymour ist kaum bekannt, hatte jedoch kleine Auftritte in Bogart-Klassikern wie Casablanca (1942), Haben und Nichthaben (1944) und Gangster in Key Largo (1948). Auch Teala Loring gehörte in Hollywood zur zweiten Garde. Ihre wichtigste Rolle spielte sie 1946 in Phil Karlsons Kriminalfilm Dark Alibi.
Bombs Over Burma wurde am 5. Juni 1942 uraufgeführt. Den Verleih übernahm die Producers Releasing Corporation (PRC). Heute werden die Auswertungsrechte von den Firmen Better Television Distribution (Fernsehen), Oktoberfest Video (Video) und Teakwood Video (DVD) wahrgenommen.